# Kiew-Baltaer Eisenbahn
Die Kiew-Baltaer Eisenbahn (russisch Киево-Балтская железная дорога/Kiewo-Baltskaja schelesnaja doroga) war eine Eisenbahngesellschaft im Russischen Reich.
Die Gesellschaft wurde 1868 gegründet und bestand bis 1870, als sie an die Kiew-Brester und die Odessaer Eisenbahn an die Brest-Odessaer Eisenbahn verkauft wurde.
Folgende Strecken wurden durch die Gesellschaft errichtet:
- Kiew–Schmerinka (253 Werst, eröffnet am 7. Juni (26. Mai) 1870)
- Schmerinka–Birsula (186 Werst, eröffnet am 7. Juni (26. Mai) 1870)
- Kasatin–Berditschew (25 Werst, eröffnet am 15. Juli 1870)